# Lagergren (släkt)
Lagergren eller Lagergreen som efternamn har burits av ett flertal släkter utan känd inbördes släktskap.

## Förmodat adliga ätten Lagergreen med sidogren
En släkt Lagergreen  som idag skriver sig Lagergréen, infördes på 1820-talet i Riddarhusets genealogiska register under nummer 391 tillhörande den sedan 1785 utdöda adelsätten Lagergreen. Denna fortlevande släkt, där olika grenar idag skriver namnet Lagergréen och Lagergren, härstammar från löjtnanten Jonas Lagergreen (omkring 1689–1766). Denne uppgav själv i bevarade skrivelser att han inte var adlig. En anteckning mellan raderna i dödboken för Tolgs socken uppger emellertid att han var son till Alexander Lagergreen i den svensk adelsätten Lagergreen nummer 391.
Från denna släkt härstammar ingenjören och järnvägsbyggaren Andreas Lagergren, vars mor var född Lagergreen, och som antog sitt efternamn efter henne. Till denna sidogren, som inte gör anspråk på att vara adlig, hör personerna i följande släktträd:
- Andreas Lagergren (1867–1953), ingenjör och järnvägsbyggare
  - Gunnar Lagergren (1912–2008), jurist och riksmarskalk
  - + Nina Lagergren (1921–2019), gift med Gunnar Lagergren
    - Nane Annan, född Lagergren (född 1944), gift med Kofi Annan

## Andra släkter med namnet Lagergren

### Södra Ljungasläkten
Till denna släkt, som härstammar från lantbrukaren Måns Jonsson (död 1729) i Södra Ljunga, nuvarande Ljungby kommun, hör hans sonson, prästen och folkundervisningspionjären Jonas Johan Lagergren (1759–1833), som under sin tid som komminister i Lekeryd, nuvarande Jönköpings kommun, inrättade Sveriges första folkbibliotek. Jonas Lagergren blev senare kyrkoherde och prost i Tofteryd och medlem av Götiska förbundet.
- Måns Jonsson (död 1729), hemmansbrukare i Stora Ljunga.[1]
  - Jonas Lagergren (1705–1773), prost i Karlstorp.[1]
    - Jonas Johan Lagergren (1759—1833), kyrkoherde i Tofteryds församling och kontraktsprost.[1]
      - Johan Edvard Lagergren (1796—1864), komminister i Lekeryds församling.[1]

### Långbrottssläkten
Långbrott är idag en stadsdel i tätorten Åtvidaberg. Den släkt med namnet Lagergren, som härstammar härifrån har som första kände medlem kronobonden Gustaf Christophersson (död 1709), bland vars söner var organisten och orgelbyggaren Gustaf Lagergren (1707–1767). Denne var farfarsfar till bruksinspektoren Gustaf Lagergren, Hammar, Askers socken, Örebro län. Gustaf Lagergren var far till den påvlige kabinettskammarherren markis Claes Lagergren (1853–1930). Om dennes släkt, se vidare Lagergren (romersk adelsätt).
- Gustaf Christophersson (död 1709), kronobonde i Långbrott, Åtvids socken.[2]
  - Jonas Gustafsson (1699—1737), kronobonde i Långbrott, Åtvids socken.[2]
    - Nils Lagergren (1737—1810), inspektor vid Charlottenborg, Vinnerstads socken.[2]
      - Jonas Christopher Lagergren (1767—1842), lantmätare.[2]
      - Nils Lagergren (1773—1835), prosten i Vinnerstads församling.[2]

  - Gustaf Lagergren (1707–1767), organisten och orgelbyggaren.[2]
    - Okänd.
      - Per Gustaf Lagergren, organist i Skedevi församling.
        - Carl Peter Lagergren (1799—1877), kyrkoherde i Östra Tollstads församling.[2]
          - Carl August Lagergren (1843—1924), kyrkoherde i Regna församling.[2]
            - Karl Erik Lagergren (1875—1924), läroverksadjunkt i Haparanda.[2]

### Lagerbergska sidogrenen
Stamfader var frälseinspektoren Håkan Lagergren (1725–1774) vid Stora Dala, idag i Falköpings kommun, som var utomäktenskaplig son till kaptenen Johan Emanuel Lagerberg. Från denna släkt stammar postmästaren och kulturhistorikern Helmer Lagergren (1862–1947)  och ingenjör Eric Lagergren (1857–1927)

### Svenljungasläkten
Från denna släkt stammar ämbetsmannen Per Johan Lagergren (1797–1856), verksam i Norrköping, talman i borgarståndet vid riksdagarna 1853–1855.
- Per Hansson (död 1784), nämndeman i Svenljunga.[5]
  - Johan Lagergren (1757–1825), borgmästare i Falkenberg.[5]
    - Per Johan Lagergren (1797–1856), justitieborgmästare i Norrköping och talman i borgarståndet.[5]
    - Gabriel Lagergren (1798—1850), referendarien i riksgäldskontoret och sekreterare i Jernkontoret.[5]
    - Carl Gustaf Lagergren (1811—1866), bruksförvaltare vid Liljendal i Rämmens socken.[5]
      - Johan Gustaf Christopher Lagergren "Svamp-Johan" (1843—1886), svampkännare och journalist i Stockholm.[5]
      - Per Henrik Lagergren (1846—1905), bruksförvaltare vid Virsbo bruk i Ramnäs socken.[5]
        - Sten Yngve Lagergren (1876—1922), rektor vid Beskowska skolan.[5]

### Gärdserumssläkten
Denna släkt stammar från mjölnaren Sven Lagergren (1771–1819) i Forsaström, Gärdserums socken, nuvarande Åtvidabergs kommun. Dennes sonson var organisten, kompositören och musikläraren August Lagergren (1848–1908).
- Sven Lagergren (1771–1819), mjölnare i Gärdserum.[1]
  - Anders Gustaf Lagergren (1814—1883), rusthållare i Gärdserum.[1]
    - August Lagergren (1848–1908), organist, kompositören och musiklärare.[1]
      - Sven Lagergren (1894–1977), kamrer, ordförande och sångare.[1]